# 곡분

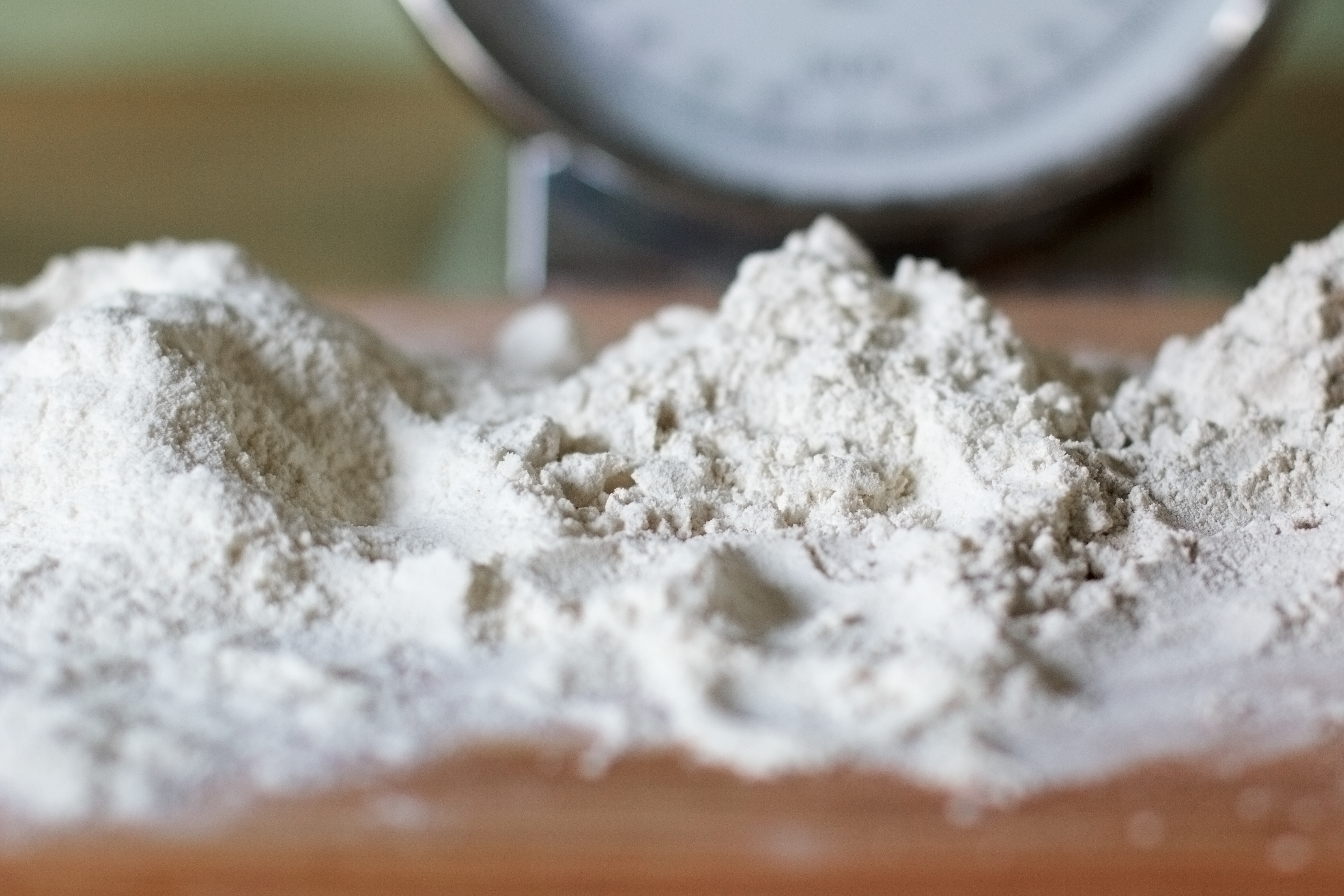
밀가루(박력분; 왼쪽), 밀가루(중력분; 가운데), 호밀가루(오른쪽)

곡분(穀粉)은 곡식을 빻거나 갈아서 만든 가루이다.

## 종류

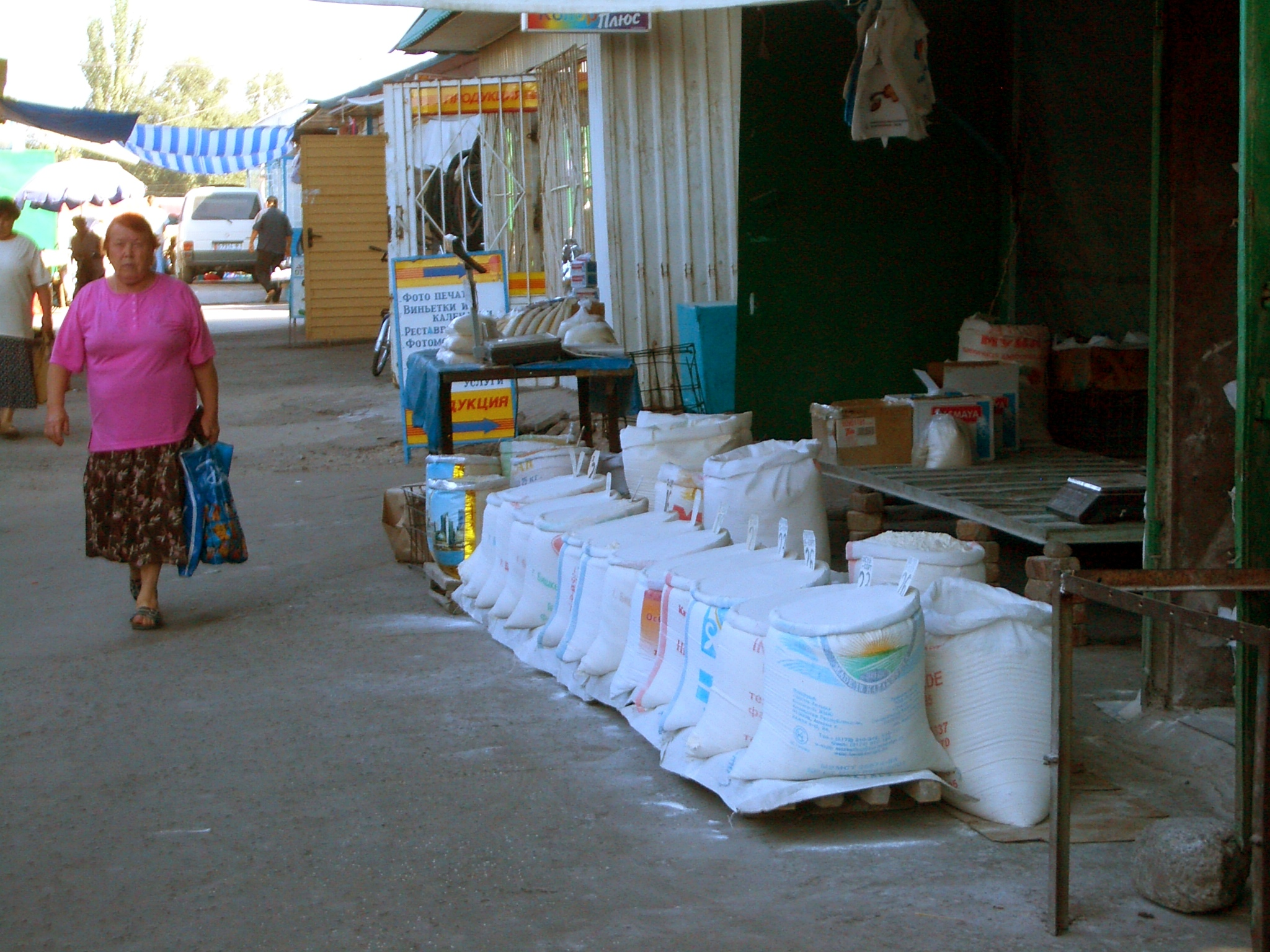
키르기스스탄 공화국 비슈케크 내 시장에 여러 종류의 밀가루가 진열되어 있다.

- 견과가루는 아몬드와 개암과 같은 기름진 견과로 만들며 더 마르고 맛있는 가루반죽과 케이크 이상을 제공하는 밀가루로 쓰인다. 견과 밀가루로 만든 케이크는 보통 토르테라 불리는 견과 밀가루로 만들며 헝가리와 오스트리아와 같은 국가가 속한 중앙유럽이 그 기원이다.
- 메밀가루는 미국에서 여러 팬케이크의 재료로 쓰인다. 일본에서는 소바를 만드는 데 주원료로 이용된다. 러시아의 경우 메밀가루를 반죽물에 섞어 블리니라고 부르는 팬케이크를 만드는 데 쓴다.(블리니는 주로 캐비어와 함께 먹는다) 또한 갈레트라고 부르는 브르타뉴 크레페를 만드는 데에도 쓰인다.
- 밀가루
  - 아타가루는 인도 요리에서 중요하게 취급되는 밀가루로, 로티나 차파티 같은 여러 빵들을 만드는 데 쓰인다.
- 밤가루는 코르시카, 페리고, 루이지애나에서 유명하다. 코르시카에서 이 분말은 여러 종류의 폴렌타를 만드는 데 이용된다. 이탈리아에서는 주로 후식을 만드는 데 쓰인다.
- 벵골콩가루(또는 베산)은 인도 요리를 만드는 데 있어 매우 중요한 존재이며, 이탈리아에서는 Ligurian farinata를 만드는 데 쓰인다.
- 보리가루
- 비름가루는 비름속의 가루로 만드는 곡물 가루이다. 이 가루는 콜럼버스가 오기 전 중간아메리카 요리에 자주 쓰였다. 또, 전문 음식점에서 쉽게 찾아 볼 수 있게 되었다.
- 쌀가루
  - 찹쌀가루는 동아시아에서 떡, 새알심, 탕위안 등의 재료로 사용된다.
  - 현미가루는 동남아시아 요리에서 매우 중요한 재료이다. 라이스 페이퍼의 재료이기도 하다. 대부분의 쌀가루는 백미를 이용하지만 현미 가루 역시 상업적으로 유통된다.
- 옥수수가루는 미국 남부 지역과 서남 지역, 멕시코에서 보편적으로 쓰이는 가루이다. 옥수수가루는 옥수수 녹말과 다르다.
  - 콘밀은 거칠게 빻은 옥수수 가루이다.
  - 마사가루는 멕시코 요리인 토르티야와 타말을 만드는 데 쓰인다.
- 완두콩가루는 불에 익히거나 가루에 빻은 노란 완두콩으로 만든 밀가루이다.
- 콩가루는 마른 콩이나 익은 콩을 가루로 빻아 만든 밀가루이다. 한국에서는 떡에 묻혀서 먹기도 한다.
- 테프가루는 테프 알곡으로 만드는 곡물 가루로, 아프리카의 뿔 지대 혹은 동아시아에서 중요하게 취급된다. 특히 이 분말은 에티오피아 요리의 중요한 축을 담당하는 은저라 빵의 주재료이다.
- 호밀가루는 독일과 스칸디나비아의 전통 발효 빵을 만드는 데 쓰인다. 대부분의 호밀빵은 혼합된 호밀과 밀가루를 함께 사용하는데, 호밀의 글루텐 함량이 낮기 때문이다. 품퍼니켈 빵은 보통 호밀을 빻아 만든 가루나 거친 호밀 가루만을 이용해서 만든다.

콩, 땅콩, 애로루트, 타로토란, 부들, 도토리 및 기타 비곡물 식재료로도 식용 분말을 만들 수 있다.

## 같이 보기
- 녹말
- 미숫가루
- 카사바가루